# Chapeau en aluminium

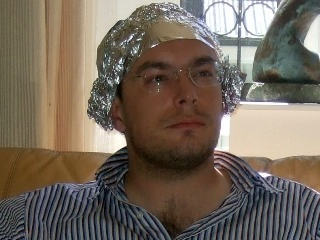
Un homme portant un chapeau en feuilles de papier aluminium.

Un chapeau en aluminium est une coiffe composée d'une ou plusieurs feuille de papier aluminium ou d'un matériau similaire, utilisée dans le but de prémunir son cerveau de l'influence d'un champ électromagnétique, d'un détecteur de pensées ou d'une prise de contrôle par des aliens. Dans la culture populaire, c'est un stéréotype utilisé pour tourner en dérision la paranoïa, le délire de persécution et les théories conspirationnistes. Il est possible de le retrouver par exemple dans des films comme Signes ou Futurama : Vous prendrez bien un dernier vert ?.

## Origines
Le concept apparaît pour la première fois dans une nouvelle de science-fiction de Julian Huxley intitulée The Tissue-Culture King publiée en 1927. Le protagoniste y découvre qu'une « coiffe de feuilles métalliques » (« caps of metal foil ») peut être utilisée pour bloquer les effets de la télépathie.